# Sarcophaga morenita
Sarcophaga morenita is een vliegensoort uit de familie van de dambordvliegen (Sarcophagidae). De wetenschappelijke naam van de soort is voor het eerst geldig gepubliceerd in 1998 door Peris, Gonzalez-Mora & Mingo.